# مهركان
 مهرکان  بالفارسية (روستاى مهرکان) قرية كبيرة تتبع البلدة المركزية (بالفارسية: بخش مرکزی شهرستان بندر لنگه) من توابع مدينة لنجة وتقع في محافظة هرمزگان في جنوب إيران.

## حدود قرية مهرکان
حدود قرية مهرکان: من الشمال: كارستانه.، ومن الجنوب كزير، ومن الغرب قرية جنكل، ومن الشرق تنتهي بقرية جمبه.

## السكان
يبلغ عدد سكان القرية حسب تعداد السكان لعام 2006 للميلاد، (850) نسمه تشكل (53 عائلة)
من أهل السنة والجماعة وعلى المذهب الشافعي. ويتكلمون العربية. لهم مسجد، ومدرسه، وعيادة صحية صغيرة، وعدد كبير من البرك لحفظ مياه الأمطار، يمتهن السكان بالزراعة، وتربية المواشي والأغنام.